# Winnetou und sein Freund Old Firehand
Winnetou und sein Freund Old Firehand ist ein Western aus dem Jahr 1966. Die Produktion aus der Reihe der deutschen Karl-May-Filme entstand unter der Regie von Alfred Vohrer. In den Hauptrollen sind Pierre Brice, Rod Cameron, Marie Versini, Todd Armstrong und Harald Leipnitz zu sehen.
Die Handlung ist nur vage an Karl Mays Romanvorlagen angelehnt und hat mit diesen eigentlich nur die Namen der Hauptcharaktere gemein. Auch das Flair der früheren Filme wird nicht angestrebt, vielmehr ähnelt der Streifen den mittlerweile populär gewordenen Italowestern. Als zusätzlicher Geldgeber konnte erneut die jugoslawische Jadran-Film in Zagreb gewonnen werden. Die Uraufführung des Films war am 13. Dezember 1966 im „Universum“ in Karlsruhe.
Der Film greift in der Thematik die Geschichte des Filmes Die sieben Samurai (Shichinin no samurai) (1954) von Akira Kurosawa auf und nähert sich damit dem Western Die glorreichen Sieben (1960) des amerikanischen Regisseurs John Sturges.

## Handlung
Als Winnetou und seine Schwester Nscho-tschi mit Kriegern des Stammes der Apachen wilde Mustangs zusammentreiben, werden sie vom Banditen Silers und seinen Kumpanen überfallen und müssen fliehen. Die Indianer erhalten Hilfe von dem Pelzjäger Jason Waade, der unter dem Namen Old Firehand bekannt ist, und dessen Freunden Tom, Caleb und Moses.
Als Winnetou in dem Städtchen Miramonte Gerechtigkeit gegen Silers einfordern will, werden er und Old Firehand in weitere Streitigkeiten mit Silers verwickelt. Dessen Bruder Billy-Bob sitzt im örtlichen Gefängnis, und der Sargento Mendozza wird von den Anwohnern bedrängt, diesen freizulassen, um der Rache Silers’ zu entgehen. Old Firehand lässt sich von Mendozza zur Verteidigung des Örtchens bewegen, nicht zuletzt, weil er dort seine alte Liebe Michèle wiedergetroffen hat, die den Sohn Jace mit ihm hat, der aber ebenso wie Old Firehand nicht weiß, dass dieser sein Vater ist. Michèle wird zwar von dem exzentrischen englischen Gentleman Ravenhurst umworben, hat dessen Werbung aber noch nicht nachgegeben.
Einige Einwohner ermöglichen Billy-Bob einen Fluchtversuch, um der Stadt den Frieden zu erhalten, doch er wird dabei von Caleb getötet. Silers metzelt aus Rache einen Planwagentreck mit fliehenden Ortsbewohnern nieder, denen Medozza ihre Waffen weggenommen hat. Silers Männer laden die Wagen mit Dynamit, lassen sie mit den Toten zurück nach Miramonte fahren und schießen dann auf das Dynamit, das mitten im Ort explodiert und für einige Tote und Schäden an den Häusern sorgt. Ols Surehand organisiert die Verteidigung des Ortes, bevor die Banditen am nächsten Morgen versuchen, die Stadt niederzubrennen. Nach großen Verlusten ziehen sie sich zunächst zurück. Winnetou will Hilfe bei der Armee holen, trifft unterwegs aber auf Capitan Quilvera mit seinen mexikanischen Banditen. Einer der Männer stößt den Indianer in eine Schlucht, wo er bewusstlos liegen bleibt. Erst nach einer Weile kommt er wieder zu sich. Quilvera und Silers verbünden sich und überfallen gemeinsam die Stadt. Der Padre, der ihnen mit erhobenem Kreuz entgegentritt, wird von Silers gegen Quilveras Protest erschossen.
Die Einwohner wehren sich unter der Führung von Old Firehand erbittert, und die Angreifer weichen langsam zurück. Winnetou gelingt es, den Banditen ein mit Dynamit beladenes Pferd abzunehmen und das Dynamit inmitten der Banditen zur Explosion zu bringen, die einen Großteil der Banditen tötet. Die restlichen werden von den Bewohnern der Stadt verfolgt. Old Firehand und Tom verfolgen Silers, der Quilvera erschießt. Tom wird jedoch von Silers tödlich verwundet und stirbt. Old Firehand ist der Ansicht, dass eine Kugel zu schade für  Silers sei, daher lässt er sich Winnetous Pfeil und Bogen geben, fixiert Silers mit einem Pfeil an einem Baumstamm und tötet ihn dann mit einem weiteren.

## Produktion
Produzent Horst Wendlandt suchte mit dieser Produktion an die Erfolge der Italowestern anzuknüpfen und wollte dazu die bisher in keinem Film erschienene Karl-May-Figur Old Firehand in den Mittelpunkt stellen. Nachdem er zwei zu diesem Zweck geschriebene Drehbücher (eines von Fred Denger, das andere vom Autorenduo Johanna Sibelius und Eberhard Keindorff) abgelehnt hatte, erwarb er die Rechte an dem Western-Stoff der amerikanischen Autoren David deReszke und C. B. Taylor, deren Drehbuch unter dem Namen Donner an der Grenze (Thunder at the Border) bereits als Roman erschienen war. Er ließ das Drehbuch von Harald G. Petersson überarbeiten, der die Hauptfigur Jason Waade zu Old Firehand machte und als Nebenfiguren Winnetou sowie Nscho-tschi hinzufügte.
Auch die neuartige Filmmusik von Peter Thomas (u. a.: Musik für Raumpatrouille und diverse Edgar-Wallace-Filme) sollte einen Neuanfang signalisieren. Dementsprechend betraute Wendlandt nicht wie bisher die Firma Constantin mit dem Filmverleih für den Weltvertrieb, sondern die amerikanische Columbia.
Die Handlung spielt vor Winnetou I, an dessen Ende bekanntlich Nscho-tschi erschossen wird, jedoch ist in Winnetou und sein Freund Old Firehand von Winnetou bereits als dem „Häuptling der Apachen“ die Rede, obwohl eigentlich zu dieser Zeit sein Vater Intschu-tschuna noch lebt, der erst zeitgleich mit Nscho-tschi in Winnetou I getötet wird.
Die Rolle Old Firehands sollte ein erfahrener Western-Darsteller übernehmen. Wendlandt verhandelte zunächst mit Robert Preston, auch Van Heflin war im Gespräch. Schließlich hatte er bei dem 56-jährigen Kanadier Rod Cameron Erfolg, der in Deutschland aber nur älteren Kinogängern bekannt war.
Der Schauspieler Viktor de Kowa spielte hier seine letzte Filmrolle. Rik Battaglia, der im Jahr zuvor noch in Winnetou III als Rollins Winnetou erschossen hatte, streitet diesmal an der Seite des Indianerhäuptlings. Auch Dauerschurke Ilija Ivezić stand ausnahmsweise auf der Seite der Guten.
Das Filmteam hatte während der Dreharbeiten sein Quartier die gesamte Zeit in der Stadt Split im Hotel Marijan. Viele Aufnahmen entstanden in der Umgebung von Vrlika, in einem Tal hatte Vladimir Tadej die verfallene Hazienda der Banditen aufgebaut. Der Tod von Silers ereignete sich an demselben Platz, an dem in Winnetou 3. Teil der Schnelle Panther von Rollins getötet wird. Am Hauptdrehort Stobreč errichtete Tadej in einem Steinbruch die mexikanische Siedlung Miramonte. Dazu kamen einige Szenen in Solin und bei Omiš. Die Innenaufnahmen im Haus Mercier entstanden in den CCC-Studios in Berlin.
Als Synchronsprecher für Pierre Brice als Winnetou kam Thomas Danneberg zum Einsatz: eine einmalige und von daher ungewohnte Paarung für den Schauspieler. In den anderen Karl-May-Verfilmungen waren Thomas Eckelmann (7×), Christian Wolff (2×) oder Herbert Stass (1×) seine deutsche Stimme.
Das Konzept, einen klassischen Winnetou-Film mit einem harten Italowestern zu verbinden, ging nicht auf. Die Zuschauerresonanz war ungewöhnlich schwach. Allgemein wurde kritisiert, dass der Film mit Karl May nichts mehr zu tun habe. Zudem bemängelten die Fans, dass Winnetou nur in wenigen Szenen auftrat. Produzent Horst Wendlandt erklärte gegenüber Peter Hajek im Kurier vom 17. Januar 1967, der Misserfolg des Films sei darauf zurückzuführen, dass Winnetou nicht vorkam. Er kündigte für 1967 zwei neue Winnetou-Filme an, doch auch Pierre Brice wünschte künftig größeren Einfluss auf die Drehbücher. Eine Einigung kam nicht zustande, worauf Wendlandt alle Vorbereitungen zu weiteren Filmen stoppte.
Die Verleihpolitik Columbias hatte zur Folge, dass dieser Film lange Zeit ausgesprochen rar war. Erst 1993 fand im ORF die Fernsehpremiere statt, erst 1994 erschien der Film auf Video.

## Synchronisation
| Rolle       | Darsteller        | Synchronsprecher    |
| ----------- | ----------------- | ------------------- |
| Winnetou    | Pierre Brice      | Thomas Danneberg    |
| Firehand    | Rod Cameron       | Gerhard Geisler     |
| Nscho-tschi | Marie Versini     | Evelyn Gressmann    |
| Tom         | Todd Armstrong    | Randolf Kronberg    |
| Silers      | Harald Leipnitz   | Harald Leipnitz     |
| Michèle     | Nadia Gray        | Renate Küster       |
| Billy-Bob   | Walter Wilz       | Claus Jurichs       |
| Jace        | Jörg Marquard     | Ralf Schermuly      |
| Mendozza    | Rik Battaglia     | Rainer Brandt       |
| Ravenhurst  | Viktor de Kowa    | Viktor de Kowa      |
| Caleb       | Vladimir Medar    | Herbert Knippenberg |
| Quilvera    | Miha Baloh        | Heinz Petruo        |
| Derks       | Aleksandar Gavrić | Heinz Giese         |
| Léon        | Dusko Antonijević | Horst Keitel        |
| Moses       | Ilija Ivećić      | Hans Schwarz        |
| Priester    | Boris Dvornik     | Christian Rode      |

## Kritik
„Die erregende Musik (Peter Thomas) erinnert mehr an das Raumschiff ORION als an das Land der Rothäute. Winnetou ist seinem Vater Karl May davongeritten. Er reitet für den europäischen Western.“

„Der Film nennt sich etwas unbekümmert ‚erster deutscher Karl-May-Western‘. Dabei hat er ebensowenig mit Karl May zu tun wie ein Luxusauto mit einem Ochsenkarren. Mit den bleibenden Werten des faszinierenden Volksschriftstellers hat der Streifen nur gemein, daß er die Namen Winnetou, Nscho-tschi und Old Firehand entlehnt, ohne aber ihre Charaktere auch nur im entferntesten zu treffen.“

„Ein neuer Western der Karl-May-Klasse. Die jugoslawische Landschaft ist eindrucksvoll, es brennt oft lichterloh, und die Nahgefechte verzichten nicht auf Temperament. Da auch die Rührseligkeit gepflegt wird, ist für wildwestliche Härte und empfindsame Erbaulichkeit gleichermaßen gesorgt.“

„Märchenonkelhaft reitet Cameron als Old Firehand durch den milden Westen, den Regisseur Alfred Vohrer, 51, mittels dreier Kakteen in Titos Dalmatien suggeriert. Der 15. [sic!] Film der Karl-May-Serie ist wieder bunt und bieder, aber wie einst im May sind nur noch die Helden – die Handlung ist frei erfunden.“

„Leider ganz und gar nicht ein jugendtümlicher Indianerfilm, sondern nur ein schlechter und überaus brutaler Western mit flüchtigen Anleihen bei Karl May.“

„Eine Bombenleistung von Pyrotechniker Erwin Lange und ansonsten der absolute Tiefpunkt der Karl-May-Serie.“

„Konfektionierte Western-Unterhaltung mit viel Blei, Blut und Gefühl. Mit Karl Mays Werken hat nur noch die Figur des edlen Apachen-Häuptlings etwas gemeinsam.“

„Winnetou und sein Freund Old Firehand […], mit dem die Karl-May-Welle langsam verebbte, um endgültig den heranbrandenden Italowestern Platz zu machen, besteht nur noch aus erbärmlichen Spielszenen, die ohne erkennbare Notwendigkeit zwischen mächtige Explosionen gequetscht sind. Immerhin pyrotechnisch eine beeindruckende Leistung; aber von der gelegentlich stimmungsvollen Kombination aus Abenteuer, Romantik und Märchen, die einen Karl-May-Stoff ausmacht, hat der Film nichts mehr.“